# فقرا را بکش
فقرا را بکش (انگلیسی: Kill the Poor) یک فیلم درام آمریکایی محصول سال ۲۰۰۳ به کارگردانی آلن تیلور می‌باشد. این اثر اقتباس از یک رمان نوشته جوئل رز است. داستان این فیلم در اوایل دهه ۱۹۸۰ میلادی در آلفابت سیتی در منهتن اتفاق می‌افتد، زمانی که این محله مرکز فعالیت‌های غیرقانونی مواد مخدر بود.

## داستان
کشتن بینوایان با آتش‌سوزی در آپارتمانی آغاز می‌شود. سپس فیلمنامه بر سایر مستاجران ساختمان ویران شده تمرکز می‌کند تا مشخص شود چه کسی آتش‌سوزی را بر عهده داشته‌است.

## بازیگران
- دیوید کرامهولتز - جو پلتز
- کلارا بلار - آنابل پالت
- پال کالدرون - کارلوس دیجسوس
- جان باندینف - سگاندو
- کلیف گورمن - یاکوف
- دامیان یانگ - دلایل
- هتر برنس - اسکارلت
- اوتوی سانچز - نگریتو
- زاک اورث
- لارنس گیلیارد جونیور - اسپایک